# 잘림 이스탄불
《잘림 이스탄불》(튀르키예어: Zalim İstanbul)는 2019년 방영된 터키의 텔레비전 드라마이다.